# Rosica (Serbia)
Rosica (cyr. Росица) – wieś w Serbii, w okręgu rasińskim, w mieście Kruševac. W 2011 roku liczyła 195 mieszkańców.